# Mina Balissat
Mina Balissat, née à Nagoya au Japon, est une musicienne et organiste vaudoise.

## Biographie
Elle commence l'étude du piano, puis celle du solfège et du chant à l'institution protestante. Après avoir donné quelques concerts de piano à quatre mains avec Anka Carlton à Montreux et à Leysin, elle entre, en 1987, au Conservatoire de Lausanne dans la classe d'orgue de Jean-François Vaucher où elle obtient en 1993 un premier prix de virtuosité avec félicitations du jury ; elle suit également des cours d'orchestration. Désireuse d'élargir son répertoire, elle part travailler avec Bernard Lagacé à Montréal et se perfectionne, notamment en musique contemporaine, auprès de Kei Koïto au Conservatoire de Lausanne, où elle acquiert sa licence de concert en 1997.
Organiste invitée du Festival Bach de Lausanne et du Festival de musique contemporaine de Cracovie, Mina Balissat aborde tous les répertoires avec une prédilection pour les œuvres de notre époque et a créé des œuvres de plusieurs compositeurs contemporains. Elle enregistre en 2002, pour le label Doron, un disque consacré à des œuvres des compositeurs suisses contemporains Raffaele D'Alessandro, Michel Hostettler, Klaus Huber, Boris Mersson, Eric Gaudibert et André Zumbach.
Veuve du compositeur vaudois Jean Balissat, Mina Balissat est organiste titulaire de l'orgue de la paroisse protestante de Bellevaux-Saint-Luc et de La Sallaz-Vennes (Lausanne).

## Sources
- « Mina Balissat », sur la base de données des personnalités vaudoises sur la plateforme « Patrinum » de la Bibliothèque cantonale et universitaire de Lausanne.
- sites et références mentionnés
- Wicky, "Le Japon chante à l'église", 24 Heures, 2006/03/23, p. 26
- Poget, Jacques, "L'harmonium vaut mieux que sa réputation", La Broye, 2012/04/19, p. 29
- "Conte d'hiver pour l'avent", 24 Heures, 2001/12/04, p. 25.